# Relaciones Dinamarca-México
Las naciones de Dinamarca y México establecieron relaciones diplomáticas en 1827. Ambas naciones son miembros de las Naciones Unidas y la Organización para la Cooperación y el Desarrollo Económicos.

## Historia

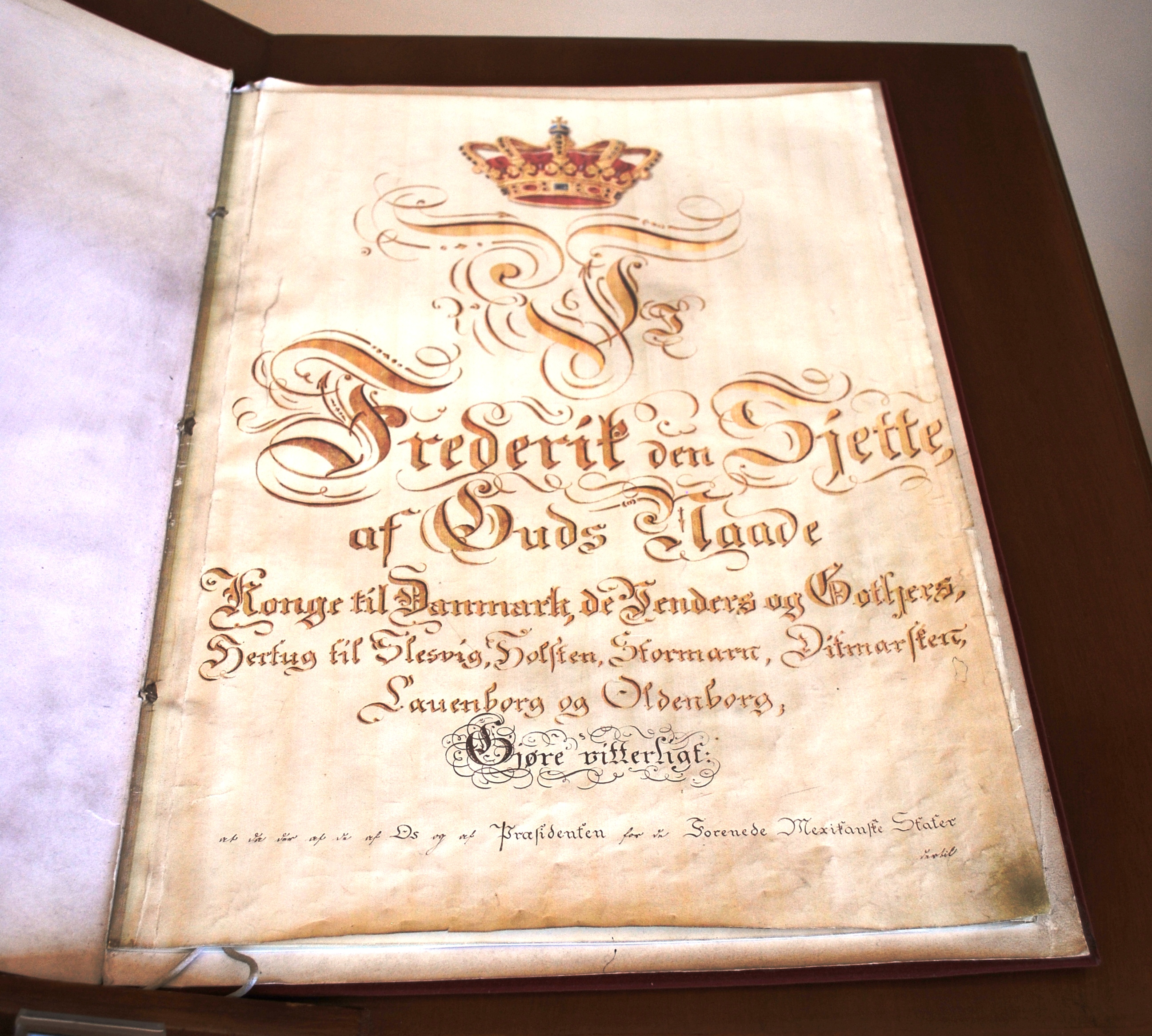
Tratado de Amistad, Comercio y Navegación entre Dinamarca y México firmada en 1827.

El primer danés conocido en visitar México fue Jacobo Daciano, un príncipe danés que vino a México en 1542 y vivió entre la gente indígena del sur de México. Las relaciones diplomáticas se establecieron el 19 de julio de 1827 con la firma de un Tratado de Amistad, Comercio y Navegación entre ambas naciones.
En 1864, México nombró a su primer embajador a Dinamarca. Poco después, un consulado honorario mexicano fue inaugurado en Copenhague bajo el control del consulado-general de México en Hamburgo, Alemania, y en marzo de 1931 la primera legación mexicana fue inaugurada en la capital danesa. Durante la Segunda Guerra Mundial, México cerró su legación en Dinamarca, sin embargo Dinamarca mantuvo abierta su oficina diplomática en México. Poco después de la guerra, México reabrió su legación en Copenhague y en 1956, ambas naciones elevaron sus relaciones diplomáticas a embajadas.
En 1966, la princesa (y futura reina) Margarita II de Dinamarca pagó una visita oficial a México. En 1989, el Primer ministro Poul Schlüter realizó una visita a México, convirtiéndose en el primer jefe de gobierno en hacerlo. En 2007 el presidente Felipe Calderón realizó la primera visita de un presidente mexicano a Dinamarca. En febrero de 2008, la reina Margarita II volvió a México por una segunda visita.
En abril de 2016, el presidente mexicano Enrique Peña Nieto realizó una visita a Dinamarca. En abril de 2017, el primer ministro danés Lars Løkke Rasmussen realizó una visita a México. Ese mismo año, ambas naciones celebraron 190 años de relaciones diplomáticas.
En junio de 2023, ambas naciones celebraron la segunda reunión del Mecanismo de Consultas Políticas Bilaterales, que se desarrolló de manera virtual. Dentro de la reunión, Dinamarca y México acordaron la próxima suscripción del Plan de Acción Estratégico Conjunto México-Dinamarca 2023-2027: una hoja de ruta con acciones concretas en materia de diálogo político, relaciones económicas, cooperación en salud, cambio climático y medioambiente, alimentación, agricultura, cultura, ciencia, tecnología e innovación, con una perspectiva transversal basada en el desarrollo sostenible.

## Visitas de alto nivel
Visitas de alto nivel de Dinamarca a México
- Princesa heredera Margarita (1966)
- Primer ministro Poul Schlüter (1989)
- Primer ministro Anders Fogh Rasmussen (2002, 2003)
- Reina Margarita II de Dinamarca (2008)
- Príncipe Federico de Dinamarca (2013)
- Primer ministro Lars Løkke Rasmussen (2017)

Visitas de alto nivel de México a Dinamarca
- Presidente Felipe Calderón (2007, 2009)
- Presidente Enrique Peña Nieto (2016)

## Acuerdos Bilaterales
Ambas naciones han firmado varios acuerdos bilaterales como un Acuerdo para la Protección Mutua de las Obras de sus Autores, Compositores y Artistas (1954); Acuerdo de Cooperación Económica (1980); Acuerdo de Cooperación Científica y Técnica (1982); Acuerdo para Evitar la Doble Tributación y Prevenir la Evasión Fiscal en Materia de Impuestos sobre la Renta y sobre el Patrimonio (1997); y un Acuerdo para la Promoción y Protección Recíproca de las Inversiones (2000).

## Transporte
Hay vuelos directos entre Aeropuerto Internacional de Cancún y el Aeropuerto de Copenhague con TUI Airways.

## Comercio
En 1997, México firmó un Tratado de Libre Comercio con la Unión Europea (la cual también incluye a Dinamarca). Desde entonces, el comercio entre las dos naciones ha aumentado dramáticamente. En 2023, el comercio entre Dinamarca y México ascendió a $1.3 mil millones de dólares (USD). Las principales exportaciones de Dinamarca a México incluyen: medicamentos, instrumentos médicos y quirúrgicos, maquinaria, plástico, productos de hierro y acero, partes y accesorios de vehículos automotores, productos alimenticios, y productos lácteos. Las principales exportaciones de México a Dinamarca incluyen: máquinas de procesamiento de datos, teléfonos y teléfonos móviles, equipo eléctrico, tubos y tuberías de hierro o acero, productos químicos, vidrio, alcohol, frutas y nueces, y pescado.
Empresas multinacionales danesas como Danisco, Danfoss, Grundfos, LEGO, FLSmidth, Maersk y Novo Nordisk (entre otros) operan en México. La empresa multinacional mexicana de Cemex opera en Dinamarca.

## Misiones diplomáticas
- Dinamarca tiene una embajada en la Ciudad de México.[13]
- México tiene una embajada en Copenhague.[14]

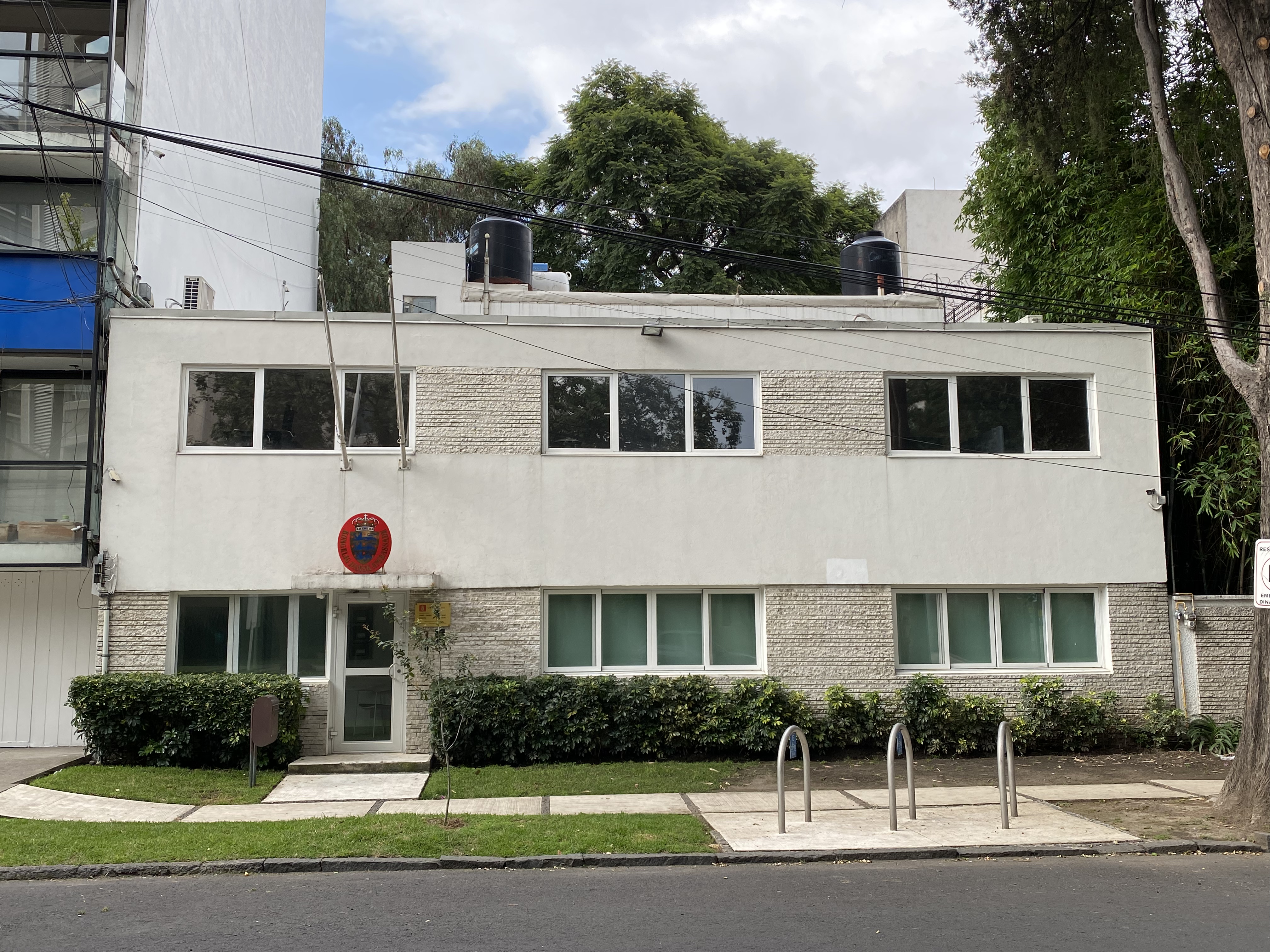
Embajada de Dinamarca en la Ciudad de México
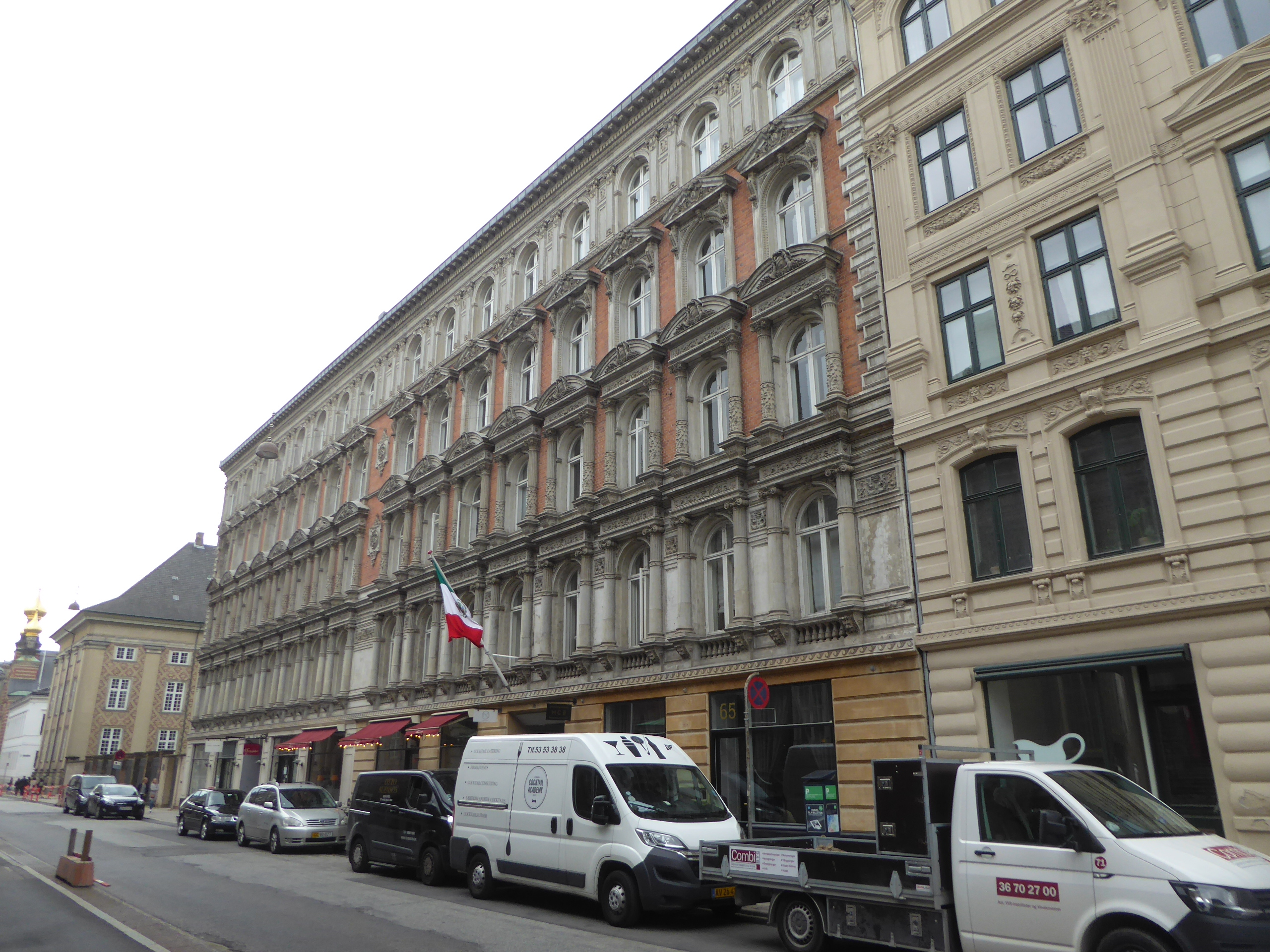
Embajada de México en Copenhague